# Bibliografia de Alexandre Herculano
A bibliografia de Alexandre Herculano inclui as suas obras escritas seja no campo do romance, seja no campo da historiografia. Alexandre Herculano foi um escritor, historiador, jornalista e poeta português da era do romantismo, tendo sido, para além de um grande parlamentar, tendo sido deputado às Cortes pelo Partido Cartista, bibliotecário e tutor do futuro Rei D. Pedro V, um notável historiador, mais conhecido pela sua coleção História de Portugal, cujo primeiro volume é publicado em 1846, obra que introduz uma historiografia científica em Portugal, o que causou polémica com os setores mais conservadores da sociedade.

## Poesia
| Título            | Ano da primeira publicação | Notas | Refs.   |
| ----------------- | -------------------------- | --- | ------- |
| A Harpa do Crente | 1838                       | Coletânea de poesias onde a temática sentimental dá lugar aos grandes temas políticos, morais, religiosos, discorridos em motivos como o desterro e a solidão ("A vitória e a piedade"), a Natureza agreste e grandiosa ("A Arrábida", "A tempestade"), o contraste entre a pequenez do Homem e a grandeza de Deus ("A lamentação", "Deus", "A cruz mutilada"), as dores da guerra ("O soldado"), a liberdade e a morte ("A tempestade", "Mocidade e morte"), tratados com gravidade e grandiloquência. | (eBook) |
| Poesias           | 1850                       | | (eBook) |

## Teatro
| Título                      | Ano da primeira publicação | Notas | Refs. |
| --------------------------- | -------------------------- | --- | ----- |
| A Crente na Liberdade       | 1830                       | Drama histórico português em 3 atos. Representou-se em Lisboa, em 1838, no teatro do Salitre.                                                                     |       |
| Os Infantes em Ceuta (1415) | 1842                       | Drama lírico em 1 ato, composto expressamente para ser cantado na Academia Filarmónica de Lisboa, na noite de 28 de Marco de 1844, aniversário da sua instalação. | [ 5 ] |

## Romance
| Título                                        | Ano da primeira publicação | Notas                                                              | Refs. |
| --------------------------------------------- | -------------------------- | ------------------------------------------------------------------ | ----- |
| O Pároco de Aldeia (1825)                     | 1851                       | Publicado inicialmente na revista O Panorama, em 1843.             |       |
| O Galego: Vida, ditos e feitos de Lázaro Tomé | 1851                       | Publicado inicialmente em A Ilustração, Jornal Universal, em 1846. |       |

### Romance histórico
| Título              | Ano da primeira publicação | Notas | Refs.   |
| ------------------- | -------------------------- | --- | ------- |
| O Bobo (1128)       | 1843                       | Narrativa centrada na história de D. Teresa. Publicado inicialmente na revista O Panorama. A primeira edição em volume data de 1878. Antes disso tinha sido feita no Rio de Janeiro, em 1846, uma edição sem autorização do autor. | (eBook) |
| O Monasticon        | 1844-1848                  | Eurico, o Presbítero: Época Visigótica - 1844 - Fala a respeito do fim do Império Godo na região que actualmente compreende a Espanha, diante da conquista dos muçulmanos que avançaram pela maior parte da Península Ibérica. | [ 7 ]   |
| O Monasticon        | 1844-1848                  | O Monge de Cister; Época de D. João I - 1848 | [ 8 ]   |
| Lendas e narrativas | 1851                       | 1.º tomo: - O Alcaide de Santarém (950-961) - Retrata o domínio árabe na Península Ibérica. Publicado inicialmente na revista A Ilustração, Jornal Universal, em 1845. - Arras por Foro de Espanha (1371-2) - Retrata um episódio do reinado de D. Fernando. Publicado inicialmente na revista O Panorama, em 1841-2. - O Castelo de Faria (1373) - Retrata um episódio da Revolução de Avis. Publicado inicialmente na revista O Panorama, em 1838. - A Abóbada (1401) - Retrata um episódio do reinado de D. João I. Publicado inicialmente na revista O Panorama, em 1839. | (eBook) |
| Lendas e narrativas | 1851                       | 2.º tomo: - Destruição de Áuria: Lendas Espanholas (século VIII) - Publicado inicialmente na revista O Panorama, em 1838. - A Dama Pé de Cabra: Romance de um Jogral (Século XI) - Retrata a Reconquista e a formação do Estado português. Publicado inicialmente na revista O Panorama, em 1843. - O Bispo Negro (1130) - Retrata a Reconquista e a formação do Estado português. Publicado inicialmente na revista O Panorama, em 1839. - A Morte do Lidador (1170) - Publicado inicialmente na revista O Panorama, em 1839. - O Emprazado: Crónica de Espanha (1312) - Publicado inicialmente na revista O Panorama, em 1837. - O Mestre Assassinado: Crónica dos Templários (1320) - Mestre Gil: Crónica (Século XV) - Três Meses em Calecut: Primeira Crónica dos Estados da Índia (1498) - O Cronista: Viver e Crer de Outro Tempo - Publicado inicialmente na revista O Panorama em 1839. | (eBook) |

## História
| Título                                                                         | Ano da primeira publicação | Notas | Refs.         |
| ------------------------------------------------------------------------------ | -------------------------- | --- | ------------- |
| História de Portugal: 1.ª época, desde a origem da monarquia até D. Afonso III | 1846-1853                  | Produto de longos anos de investigação documental levados a cabo por Alexandre Herculano entre fins da década de 1830 e inícios da década de 1840, esta monumental obra historiográfica teve como ponto de partida as "Cartas sobre a História de Portugal", inspiradas nas Lettres sur l'histoire de France de Augustin Thierry, publicadas em 1842 na Revista Universal Lisbonense. Segundo o propósito inicial de Herculano, a obra deveria estender-se até ao período da Restauração da Independência. Na realidade, a forte reacção provocada logo pelo primeiro volume, fez com que a obra não ultrapassasse o reinado de D. Afonso III. - O volume I (1846): aborda as origens da monarquia até ao fim do reinado de D. Afonso I. Foi reimpresso no mesmo ano e novamente em 1853 com a indicação de 2.ª edição; dez anos depois saiu uma 3.ª edição. - O volume II (1847): contém os reinados de D. Sancho I, D. Afonso II e D. Sancho II. Em 1854 saiu uma 2.ª edição com alterações importantes. - O volume III (1849): trata do reinado de D. Afonso III e apresenta o desenvolvimento da história social da monarquia durante os reinados precedentes. Teve uma 2.ª edição em 1858. - O volume IV (1853): aborda o período de 1211 a 1247. | [ 9 ]         |
| História da Origem e Estabelecimento da Inquisição em Portugal                 | 1854-1859                  | Em 1846 Alexandre Herculano publica o primeiro livro da sua História de Portugal e até 1853 seguem-se-lhe mais três volumes. Em 1850 interrompe este trabalho e a sua atenção dirige-se então para um dos mais importantes particularismos da história de Portugal - a nossa política de intolerância religiosa - e, em 1854, publica o primeiro volume da História da Origem e Estabelecimento da Inquisição em Portugal. Uma importante análise que trata do aparecimento do sistema inquisitorial, na Europa e entre nós, acompanha a situação dos judeus em Portugal e observa as relações que se estabelecem entre a Inquisição e o poder político, especialmente durante os séculos XV e XVI, nomeadamente até ao reinado de D. João III. | [ 10 ] [ 11 ] |
| Portugaliæ Monumenta Historica                                                 | 1856-1873                  | A obra, inspirada nos Monumenta Germaniæ Historica, foi publicada pela Academia das Ciências de Lisboa entre 1856 e 1917, dividida em quatro secções: Scriptores (autores), Leges et Consuetudines (leis e costumes), Diplomata et Chartae (diplomas e cartas) e Inquisitiones (inquirições). As primeiras três foram compiladas sob a direção de Alexandre Herculano anteriormente a 1873, e a última, Inquisitiones, entre 1888 e 1897, após a sua morte. | [ 12 ]        |

## Cartas
| Título                                   | Ano da primeira publicação | Notas | Refs.  |
| ---------------------------------------- | -------------------------- | --- | ------ |
| Carta aos Eleitores do Círculo de Sintra | 1858                       | Este texto resume a teoria municipalista de Alexandre Herculano, que defendeu como salvaguarda das investidas do poder central, e que foi a ideia base da pesquisa histórica sobre a Idade Média que realizou. A defesa do municipalismo levou-o a condenar o Setembrismo, o Cabralismo e a Regeneração, como abastardamento ou negação do liberalismo, porque defensores do centralismo. Para Herculano o alargamento da vida política à vida local era necessário para que "o governo central possa representar o pensamento do País", e por isso defende a eleição de campanário, isto é, a escolha do representante político em função do local onde esse representante vivia, e unicamente pelos eleitores locais, os únicos que conheciam os problemas do país real. | [ 17 ] |

## Opúsculos
- Opúsculos I: Questões Públicas, Tomo I (eBook)
  - A Voz do Profeta (1836) (edição digital em Bibliotrónica Portuguesa)[18]
  - Teatro, Moral, Censura (1841)
  - Os Egressos (1842)
  - Da Instituição das Caixas Económicas (1844)
  - As Freiras de Lorvão (1853)
  - Do Estado dos Arquivos Eclesiásticos do Reino (1857)
  - A Supressão das Conferências do Casino (1871)
- Opúsculos II: Questões Públicas, Tomo II (eBook)
  - Monumentos Pátrios (1838)
  - Da Propriedade Literária (1851-2)
  - Carta à Academia das Ciências (1856)
  - Mousinho da Silveira (1856)
  - Carta aos Eleitores do Círculo de Cintra (1858)
  - Manifesto da Associação Popular Promotora da Educação do Sexo Feminino (1858)
- Opúsculos III: Controvérsias e Estudos Históricos, Tomo I (eBook)
  - A Batalha de Ourique:
    - I. Eu e o Clero (1850)
    - II. Considerações Pacificas (1850)
    - III. Solemnia Verba (1850)
    - IV. Solemnia Verba (1850)
    - V. A Ciência Arábico-Académica (1851)

  - Do estado das classes servas na Península, desde o VIII até o XII Século (1858)
- Opúsculos IV: Questões Públicas, Tomo III (eBook)
  - Os Vínculos (1856)
  - A Emigração (1870-1875)
- Opúsculos V: Controvérsias e Estudos Históricos, Tomo II (eBook)
  - Historiadores portugueses (1839-1840):
    - Fernão Lopes
    - Gomes Eanes de Azurara
    - Vasco Fernandes de Lucena - Rui de Pina
    - Garcia de Resende

  - Cartas Sobre a História de Portugal (1842)
  - Resposta às Censuras de Vilhena Saldanha (1846)
  - Da Existência e não Existência do Feudalismo em Portugal (1875-1877)
  - Esclarecimentos:
    - A. Sortes Góticas
    - B. Feudo
- Opúsculos VI: Controvérsias e Estudos Históricos, Tomo IV (eBook)
  - Uma Vila-Nova Antiga (1843)
  - Cogitações Soltas de um Homem Obscuro (1846)
  - Arqueologia Portuguesa (1841-1843)
    - Viagem de Cardeal Alexandrino;
    - Aspecto de Lisboa;
    - Viagem dos Cavaleiros Tron e Lippomani

  - Pouca luz em muitas trevas (1844)
  - Apontamentos para a história dos bens da coroa (1843-44)
- Opúsculos VII: Questões Públicas, Tomo IV (eBook)
  - Duas Épocas e Dois Monumentos ou a Granja Real de Mafra (1843)
  - Breves Reflexões Sobre Alguns Pontos de Economia Agrícola (1849)
  - A Granja do Calhariz (1851)
  - Projecto de Decreto (1851)
  - O País e a Nação (1851) [artigos publicados no jornal O Paiz]
  - Representação da Câmara Municipal de Belém ao Governo (1854)
  - Representação da Câmara Municipal de Belém ao Parlamento (1854)
  - Projecto de Caixa de Socorros Agrícolas (1855)
  - Sobre a Questão dos Forais (1858)
- Opúsculos VIII (eBook)
  - Da Pena de Morte (1838)
  - A Imprensa (1838)
  - Da Escola Politécnica ao Colégio dos Nobres (1841)
  - Instrução Pública (1841)
  - Uma Sentença sobre Bens Reguengos (1842)
  - A Escola Politécnica e o Monumento (1843)
  - Um Livro de V. F. Netto de Paiva (1843)
- Opúsculos IX: Literatura (eBook)
  - Qual é o Estado da Nossa Literatura? Qual é o Trilho que Ela Hoje Tem a Seguir? (1834)
  - Poesia: Imitação—Belo—Unidade (1835)
  - Origens do Teatro Moderno: Teatro Português até aos Fins do Século XVI (1837)
  - Novelas de Cavalaria Portuguesas (1838-40)
  - Historia do Teatro Moderno: Teatro Espanhol (1839)
  - Crenças Populares Portuguesas ou Superstições Populares (1840)
  - A Casa de Gonçalo, Comédia em Cinco Actos: Parecer (1840)
  - Elogio Histórico de Sebastião Xavier Botelho (1842)
  - D. Maria Teles, Drama em Cinco Actos: Parecer (1842)
  - D. Leonor de Almeida, Marquesa de Alorna (1844)
- Opúsculos X, Questões Públicas, Tomo VI
  - A Reação Ultramontana em Portugal ou A Concordata de 21 de Fevereiro (1857)
  - Análise da Sentença dada na Primeira Instância da Vila de Santarém acerca da Herança de Maria da Conceição (1860)
  - As Heranças e os Institutos Pios (s.d.)

## Outras obras
- De Jersey a Granville - 1831
- Estudos sobre o casamento civil: por occasião do opusculo do sr. Visconde de Seabra sobre este assumpto - 1866 (Digitalizado em Google)